# 乌格列戈尔斯克 (萨哈林州)
乌格列戈尔斯克（俄语：Углего́рск、日語：惠须取）是俄罗斯萨哈林州的一个城市。位于库页岛西海岸。人口8,687人（2019年人口普查）；18,402（1989年人口普查）。

## 歷史
曾被日本统治。在日本统治时期名为惠须取。當日本人佔領薩哈林島南部時，該城就已有一座朝鮮基督教長老會教堂。2014年，在該地建立東正教弗拉基米爾聖母教堂。

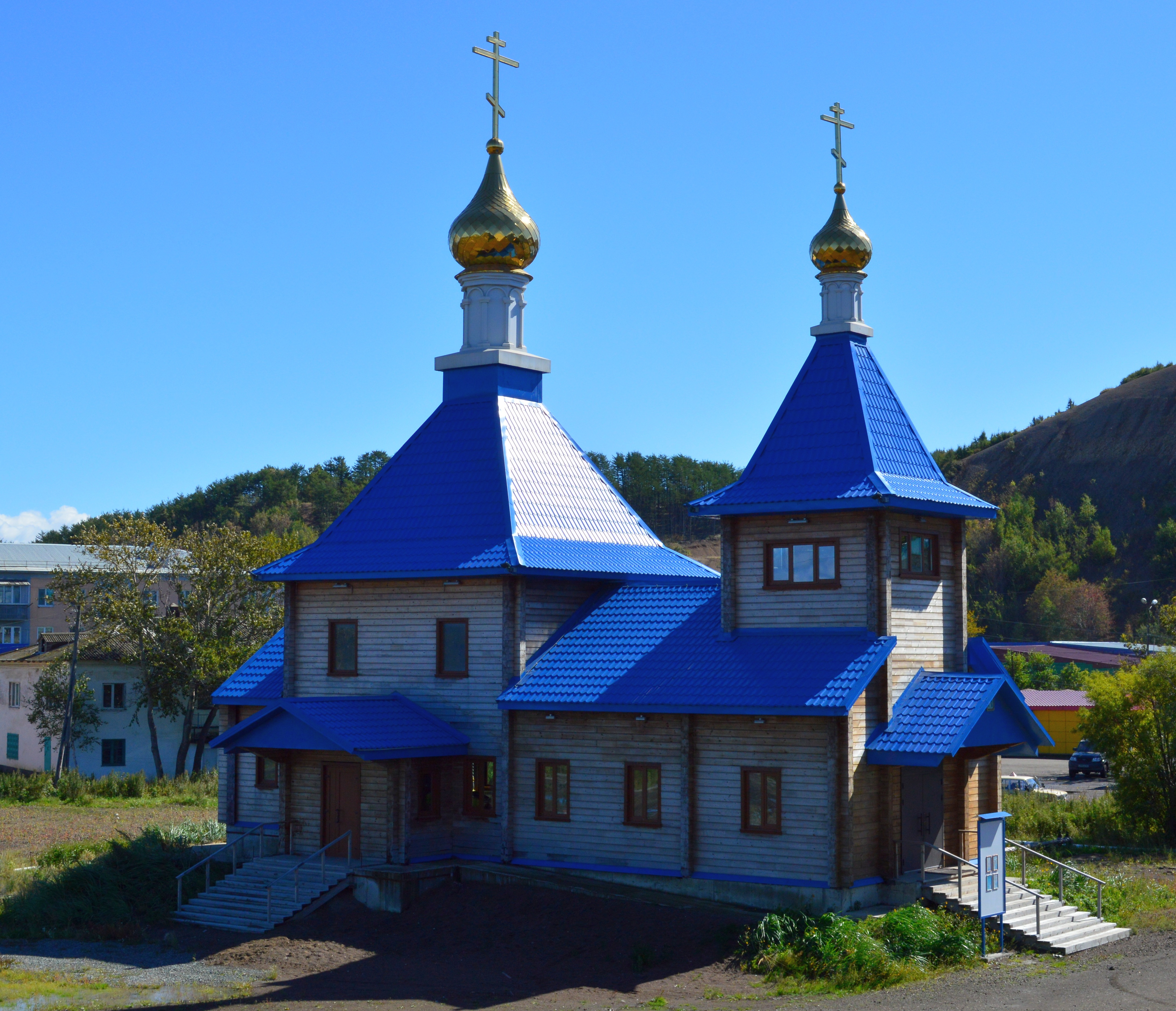
弗拉基米爾聖母教堂

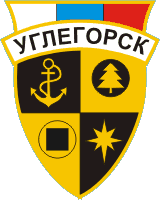
烏格列戈爾斯克市章